# كرسول رباعي الزوايا
كرسول رباعي الزوايا (الاسم العلمي:Crassula tetragona) هو نوع من النباتات يتبع جنس الكرسول من الفصيلة الكرسولية.